# 이가칸베역
이가칸베역(일본어: 伊賀神戸駅)은 일본 미에현 이가시에 위치한 긴키 닛폰 철도 · 이가 철도의 철도역이다. 긴테쓰 오사카 선의 소속역이며, 이 역을 기.종점으로 하는 이가 철도 이가 선 등 2개의 노선이 운행되고 있다. 긴테쓰의 역 번호는 D 52이며, 단선 · 상대식의 형태를 합친 3면 3선 구조의 복합 승강장을 갖춘 지상역이다.

## 타는 곳
| 1 | D 오사카 선         | 하행 | 이세나카가와 · 마쓰사카 · 우지야마다 · 가시코지마 · 쓰 · 나고야 방면                     |
| 2 | D 오사카 선         | 상행 | 나바리 · 야마토야기 · 오사카우에혼마치 · 오사카난바 · 고베 · 산노미야 · 나라 · 교토 방면 |
| 5 | ■ 이가 철도 이가 선 | -    | 우에노시 · 이가우에노 방면                                                               |

## 이용 현황
| 연도   | 긴테쓰             | 이가 철도          |
| 연도   | 1일 평균 승차 인원 | 1일 평균 승차 인원 |
| ------ | ------------------ | ------------------ |
| 1997년 | 1,477              |                    |
| 1998년 | 1,442              |                    |
| 1999년 | 1,521              |                    |
| 2000년 | 1,601              |                    |
| 2001년 | 1,522              |                    |
| 2002년 | 1,429              |                    |
| 2003년 | 1,368              |                    |
| 2004년 | 1,320              |                    |
| 2005년 | 1,279              |                    |
| 2006년 | 1,256              |                    |
| 2007년 | 1,410              | 2,767              |
| 2008년 | 1,634              | 2,179              |
| 2009년 | 1,545              | 2,098              |
| 2010년 | 2,684              | 2,031              |
| 2011년 | 2,750              | 1,894              |
| 2012년 | 2,653              | 1,802              |
| 2013년 | 2,588              | 1,808              |
| 2014년 | 2,437              | 1,664              |
| 2015년 | 2,434              | 1,631              |

## 역 주변
- 메나드 아오야마 리조트

## 인접 역
| 긴키 닛폰 철도 오사카 선         | 긴키 닛폰 철도 오사카 선 | 긴키 닛폰 철도 오사카 선         |
| -------------------------------- | ------------------------ | -------------------------------- |
| D51 미하타 오사카우에혼마치 방면 | D 오사카 선              | 아오야마초 D53 이세나카가와 방면 |
| 이가 철도 이가 선                |                          |                                  |
| 히도 이가우에노 방면             | ■ 이가 선                | 시·종착역                        |